# Hàng không năm 1960
Đây là danh sách các sự kiện hàng không nổi bật xảy ra trong năm 1960:

## Chuyến bay đầu tiên

### Tháng 1
- 10 tháng 1 - Auster D.5
- 14 tháng 1 - Piper Cherokee

### Tháng 2
- 5 tháng 2 - PZL TS-11 Iskra
- 12 tháng 2 - Auster D.4 G-25-8
- 29 tháng 2 - Beechcraft Baron

### Tháng 4
- 19 tháng 4 - Grumman A2F-1, nguyên mẫu A-6 Intruder

### Tháng 5
- 9 tháng 5 - Auster D.6 G-25-10

### Tháng 6
- 24 tháng 6 - Avro 748

### Tháng 10
- Dassault Mirage IIIC (mẫu sản xuất)
- 21 tháng 10 - Hawker P.1127
- 25 tháng 10 - Boeing Vertol Model 107, tiền nhiệm của CH-46 Sea Knight.

### Tháng 11
- 16 tháng 11 - Canadair CL-44

### Tháng 12
- Agusta A.104 I-AGUM
- 6 tháng 12 - Sikorsky S-61

## Bắt đầu hoạt động
Tháng 6
- 29 tháng 6 - English Electric Lightning trong Phi đội số 74 RAF tại RAF Coltishall